# Feuerwache Harburg

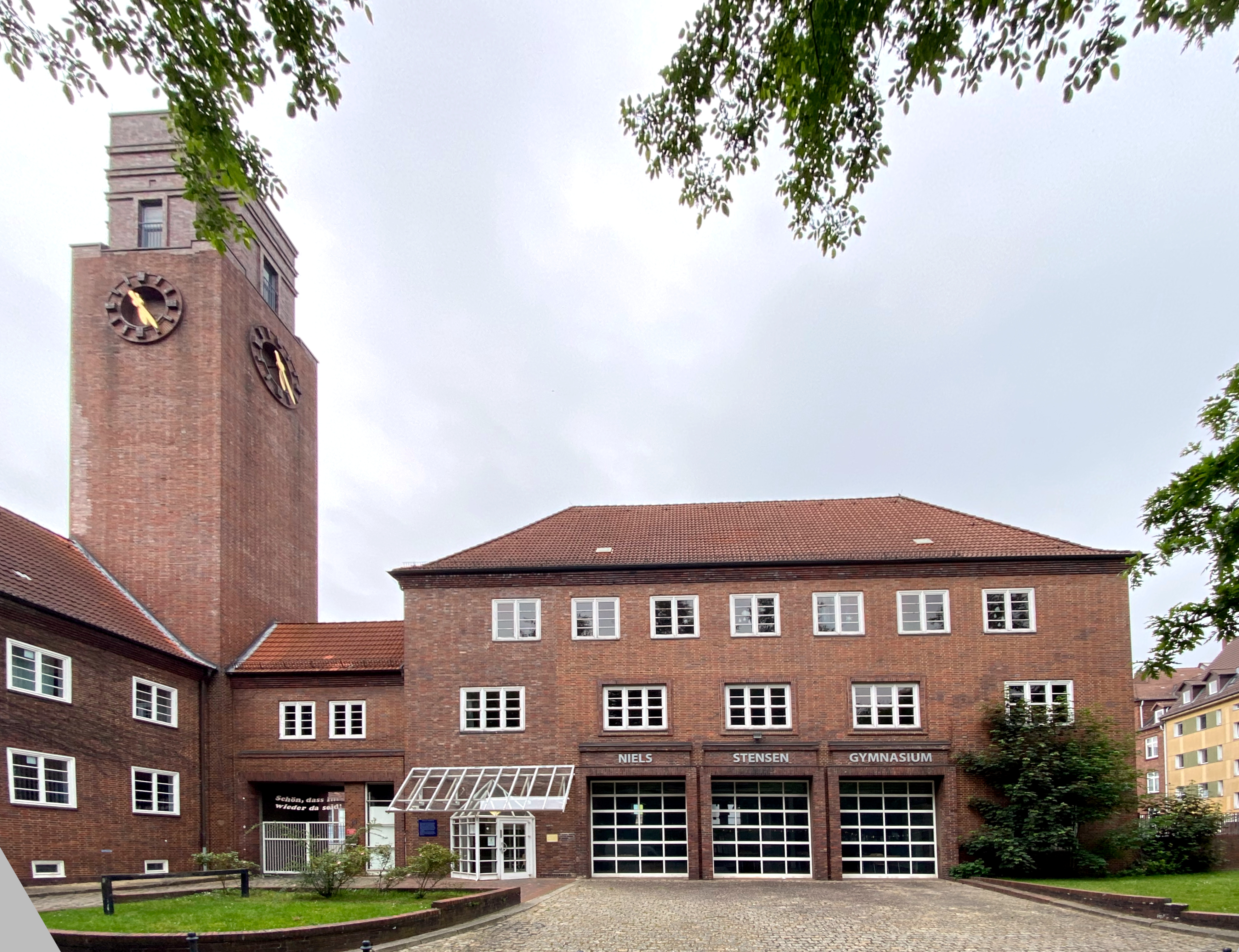
Das Schulgebäude der ehemaligen Feuerwache (2021)

Die alte Feuerwache Harburg ist eine ehemalige Feuerwache in der Hastedtstraße im Hamburger Stadtteil Harburg. Sie war der erste Neubau für die im Jahr 1921 gegründete Berufsfeuerwehr der damals eigenständigen Stadt Harburg.

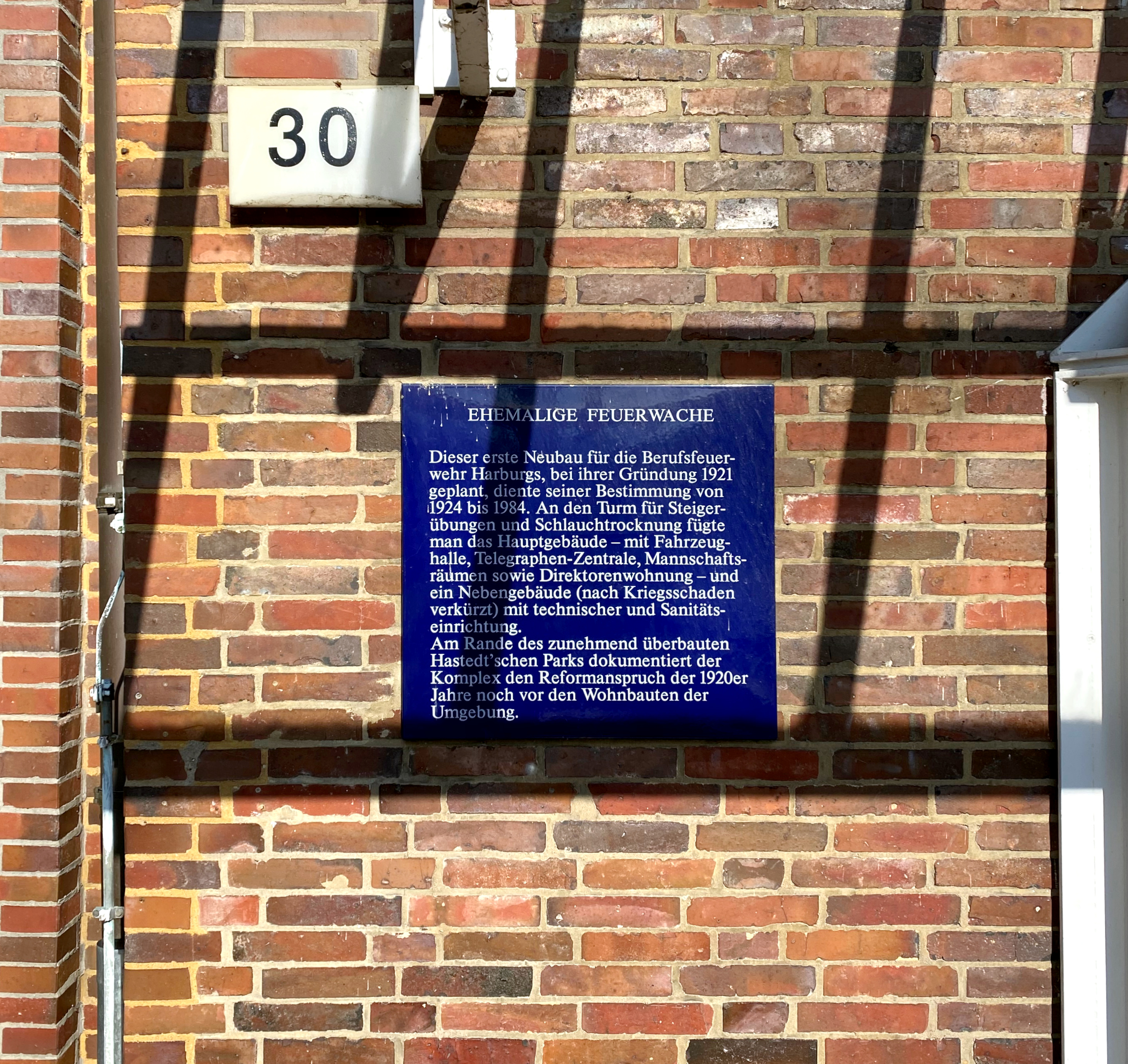
Blaue Tafel mit historischem Hinweis an der ehemaligen Feuerwache (2022)

Das Gebäude mit seinen Klinkerfassaden wurde im Jahr 1924 nach Plänen des Stadtbauamtes Harburg errichtet. Die Feuerwache wird von einem Turm mit Turmuhr überragt, der Steigerübungen und der Trocknung der Schläuche diente. An ihn fügte man das Hauptgebäude – mit Fahrzeughalle, Telegraphenzentrale, Mannschaftsräumen sowie Direktorenwohnung – und ein Nebengebäude mit technischer und Sanitätseinrichtung an.
Am Rande des wenig später überbauten Hastedt’schen Parks dokumentiert der Komplex den Reformanspruch im Sinne des Neuen Bauens der 1920er Jahre noch vor den Wohnbauten der Umgebung. 
Nach Kriegsschäden erfolgte im Jahr 1949 die Wiederherstellung (Nebengebäude zum Teil verkürzt/vereinfacht). Die Wache wurde bis zum Umzug in die neue Harburger Wache am Großmoorbogen im Jahr 1984 von der Feuerwehr Hamburg genutzt.
Das Gebäude wurde schließlich von der städtischen Sprinkenhof AG für das Helms-Museum umgebaut, dass dort seit dem Jahr 1990 die Stadtgeschichtliche Sammlung und Sonderausstellungen präsentierte. Im Mai 2009 wurde dieser Teil des Museums wieder geschlossen.
Seit dem Schuljahr 2009/2010 wird das Hauptgebäude der Feuerwache vom Niels-Stensen-Gymnasium für Unterrichtszwecke genutzt. Das Gebäude an der Haeckelstraße wurde abgerissen, um Platz für einen Neubau des Gymnasiums zu schaffen.